# Northern Counties East Football League Division One
The Northern Counties East Football League Division One är andra division i Northern Counties East Football League och man ligger på nivå tio i det engelska ligasystemet.
När säsongen är färdigspelad flyttas de två bästa lagen upp i Premier Division (om vissa kriterier är uppfyllda). Bottenlagen kan flyttas ned i tre matarligor West Yorkshire Football League, West Riding County Amateur Football League och Central Midlands Football League. Lag från matarligorna kan ansöka om att flyttas upp om de klarar arenakraven. 

## Historia
Grundad 1982 som en matare till  Premier Division var den från början delad i två divisioner; Division One North och Division One South. En omorganisation inför 1984-85 års säsong gjorde att en Central Division startades. Den varade bara en säsong när alla tre divisionerna slogs ihop till en inför 1985-86 års säsong, och det gäller fortfarande. 

## Mästare
North Division
- 1982-83 - Scarborough FC
- 1983-84 - Pontefract Collieries FC
- 1984-85 - Farsley Celtic AFC

South Division
- 1982-83 - Lincoln United FC
- 1983-84 - Borrowash Victoria AFC
- 1984-85 - Long Eaton United FC

Central Division
- 1984-85 - Armthorpe Welfare FC

1985 och framåt
- 1985-86 - North Ferriby United AFC
- 1986-87 - Ossett Albion FC
- 1987-88 - York Railway Institute AFC
- 1988-89 - Sheffield FC
- 1989-90 - Nestlé Rowntree FC
- 1990-91 - Sheffield FC
- 1991-92 - Stocksbridge Park Steels FC
- 1992-93 - Lincoln United FC
- 1993-94 - Arnold Town FC
- 1994-95 - Hatfield Main FC
- 1995-96 - Selby Town FC
- 1996-97 - Eccleshill United FC
- 1997-98 - Garforth Town AFC
- 1998-99 - Harrogate Railway Athletic FC
- 1999-00 - Goole FC
- 2000-01 - Borrowash Victoria AFC
- 2001-02 - Gedling Town FC
- 2002-03 - Mickleover Sports FC
- 2003-04 - Shirebrook Town FC
- 2004-05 - Sutton Town FC
- 2005-06 - Carlton Town FC
- 2006-07 - Parkgate
- 2007-08 - Dinnington Town
- 2008-09 - Scarborough Athletic
- 2009-10 - Tadcaster Albion